# 長崎県立川棚高等学校
長崎県立川棚高等学校（ながさきけんりつ かわたなこうとうがっこう）は、長崎県東彼杵郡川棚町白石郷に所在する公立高等学校。略称は「川高」（かわこう）。

## 概要
歴史
1941年（昭和16年）に「組合立乙種川棚農学校」（実業学校）として開校。1946年（昭和21年）の県立移管を経て、1948年（昭和23年）の学制改革で普通科と農業科を有する新制高等学校「長崎県立川棚高等学校」となった。農業科は1955年（昭和30年）3月末に廃止され、現在は全日制課程の普通科と、1962年（昭和37年）に設置された家政科を前身とする生活総合科の2学科を有している。2021年（令和3年）に創立80周年を迎えた。
設置課程・学科
全日制課程
- 普通科 - 2年次より以下の2コース
  - 地域魅力探求コース
  - 地域魅力発見コース

- 生活総合科（家庭に関する学科）- 2年次より以下の2コース
  - ライフデザインコース - 「服飾手芸」や「調理」などの科目
  - ヒューマンサービスコース - 「発達と保育」や「児童文化」などの科目

校訓
「自律・信愛・究理」
校章
3方向に延びる川を表し、中央に「高」の文字を置いている。
校歌
作詞は富永明代、作曲は松本民之助による。歌詞は3番まであり、校名は直接歌詞に登場しないが、「学舎」という言葉で表現されている。
制服
男子の冬服は学生服（学ラン）、女子の冬服はブレザー。
同窓会

## 沿革
開校前
昭和の初め、川棚町中組郷には「保証責任製糸販売利用組合 東栄社」（通称:東栄社）の製糸工場があり、その発展は大きく期待されていた。しかし、アメリカ合衆国との国際関係悪化により、生糸貿易が振るわなくなり、1940年（昭和15年）に工場は閉鎖された。この閉鎖された工場を転用して翌年1941年（昭和16年）に設立されたのが「川棚農学校」であった。
農学校時代
- 1941年（昭和16年）
  - 4月 - 閉鎖された東栄社の製糸工場を転用し、「組合立乙種川棚農学校」が開設される。
    - 入学資格を尋常小学校（国民学校初等科）を修了した12歳以上の児童とし、修業年限は3年（乙種実業学校の特徴）であった。

  - 6月 - 開校。授業を開始。校長職務取扱に高月信吉が就任。
- 1944年（昭和19年）3月 - 甲種の実業学校（修業年限4年）に昇格し、「組合立甲種川棚農学校」に改称。
- 1945年（昭和20年）8月25日 - 白石郷にあった川棚海軍工廠の工員養成所跡に移転。
- 1946年（昭和21年）
  - 4月 - 修業年限が5年となる（ただし4年で卒業することもできた）。
  - 9月 - 移管により、「長崎県立川棚農学校」に改称。
- 1947年（昭和22年）4月1日 - 学制改革（六・三制の実施）が行われる。
  - 農学校の生徒募集を停止。
  - 新制中学校を併設（名称:長崎県立川棚農学校併設中学校、以下・併設中学校）し、農学校1・2年修了者を新制中学校2・3年生として収容。
  - 併設中学校は経過措置としてあくまで暫定的に設置されたため、新たに生徒募集は行われず、在校生が2・3年生のみの中学校であった。
  - 農学校3・4年修了者はそのまま農学校4・5年生として在籍（ただし4年修了時点で卒業することもできた）。

新制高等学校
- 1948年（昭和23年）4月1日 - 学制改革により、農学校が廃止され、新制高等学校「長崎県立川棚高等学校」（現校名）が発足。校章を制定。
  - 通常制普通課程と農業家庭（現在でいう全日制課程普通科と農業科）を設置。
  - 併設中学校を継承し（名称:長崎県立川棚高等学校併設中学校）、在校生が1946年（昭和21年）に農学校へ最後に入学した3年生のみとなる。
  - 農学校卒業者（5年修了者）を新制高校3年生、農学校4年修了者を新制高校2年生、併設中学校卒業者（3年修了者）を新制高校1年生として収容。
- 1949年（昭和24年）
  - 5月 - 下波佐見村立下波佐見中学校[1]に併設する形で、定時制下波佐見分校を設置。
  - 5月25日 - 昭和天皇が行幸（昭和天皇の戦後巡幸）[2]。
  - 7月 - 本校に定時制課程（以下・定時制本校）を設置。
  - 8月 - 東彼杵郡江上村指方免（現・佐世保市指方町[3]）の江上村立江上中学校[4]に併設する形で、定時制江上分校を設置。
- 1951年（昭和26年）4月 - 別科（女子・2年制）を設置。
- 1952年（昭和27年）5月 - 白石郷尾山[5]（現在地）に校地を移転することが決定。校旗と校訓を制定。
- 1953年（昭和28年）4月 - 農業課程（農業科）の募集を停止。
- 1955年（昭和30年）
  - 3月31日 - 農業課程（農業科）を廃止。
  - 4月1日 - 江上分校が分離し、長崎県立北松高等学校中里分校と統合の上、長崎県立早岐高等学校として独立。
  - 8月 - 第二校舎が完成。
- 1956年（昭和31年）
  - 6月1日 - 上波佐見町と下波佐見村の合併で波佐見町が発足。これにより下波佐見分校が「波佐見分校」に改称（「下」が除かれる）。
  - 10月 - 第一校舎が完成。
  - 11月 - 新校地・新校舎に移転を完了。
- 1958年（昭和33年）12月 - 講堂兼体育館が完成。
- 1962年（昭和37年）4月 - 別科を廃止し、家政科を設置。
- 1969年（昭和44年）10月 - 第24回国民体育大会（長崎国体）ホッケー会場となる。
- 1971年（昭和46年）
  - 3月 - 格技場が完成。
  - 4月1日 - 定時制波佐見分校に全日制課程商業科が設置される。
- 1977年（昭和52年）4月1日 - 波佐見分校が分離し、長崎県立波佐見高等学校として独立。
- 1978年（昭和53年）7月 - 研修会館が完成。
- 1979年（昭和54年）4月 - 定時制中心校の募集を停止。
- 1982年（昭和57年）3月31日 - 定時制中心校を廃止。
- 1984年（昭和59年） - 全面改築した現在の校舎が落成する。
- 1991年（平成3年）- 創立50周年記念式典を挙行。
- 2004年（平成16年）4月1日 - 家政科を生活総合科に改編[6]。
- 2020年（令和2年）4月1日 - 普通科に地域魅力探求コースと地域魅力発見コースの2コースを設置。
  - 実際には、この時の入学生が2年生になる2021年（令和3年）4月に2コースに分かれることとなる。
- 2021年（令和3年）4月 - 女子の制服を一部改定。

## 学校行事
3学期制
1学期（1学期中間考査 廃止）
- 4月 - 始業式、入学式、歓迎式、歓迎遠足、体育祭（体育祭:令和7年度は4月開催）
- 5月 - 生徒総会
- 6月 - 高総体、開校記念日（25日）、期末考査（ - 7月）
- 7月 - 球技大会、終業式、夏季休業、夏季補習
- 8月 - 平和学習（9日 長崎原爆の日）、オープンスクール

2学期
- 9月 - 始業式
- 10月 - 中間考査
- 11月 - 県総文祭、文化祭・芸術鑑賞会、期末考査（高3は学年末考査）（ - 12月）
- 12月 - 高2修学旅行、校内マラソン大会、終業式、冬季休業、冬季補習

3学期
- 1月 - 始業式、大学入学共通テスト
- 2月 - 高1・2学年末考査、同窓会入会式
- 3月 - 卒業式、球技大会、終業式（修了式）

## 部活動
- バレーボール部（女）
- バスケットボール部（男）
- バスケットボール部（女）
- 卓球部（男）
- 野球部（男）
- ホッケー部（男）
- ホッケー部（女）
- ソフトテニス部（男）
- ソフトテニス部（女）
- 陸上部

文化部
※令和6年度から新聞・写真・放送を合併して｢報道部｣に名称変更
- 美術部
- 吹奏楽部
- 報道部(新聞班・写真班・放送班)
- コーラス部
- 手芸部

## 著名な卒業生
- 岩松了（劇作家、演出家、俳優、映画監督）
- 定方俊樹（陸上競技選手）
- 宮川浩（俳優）
- 剣持光（ものまね芸人、作家、昭和サブカルチャー研究家）

## アクセス
最寄りの駅
- JR九州大村線「川棚駅」

最寄りのバス停
- かわたな・はさみタウンバス「川棚高校前」「川棚高校下」バス停

最寄りの国道
- 国道205号

## 周辺
- 後田川
- 川棚川
- 川棚港

## 参考資料
- 「川棚町郷土誌」（2002年（平成14年）3月27日発行, 川棚町教育委員会）p.502-503 長崎県立川棚高等学校